# Seol Ki-hyeon
Seol Ki-hyeon (en coréen 설기현), né le 8 janvier 1979 à Jeongseon, est un ancien footballeur sud-coréen. Il évoluait au poste d'attaquant avec l'équipe de Corée du Sud ainsi qu'en Belgique entre 2000 et 2004, puis en Angleterre entre 2004 et 2010.

## Carrière

### Importance dans le football sud-coréen
Seol Ki-hyeon est à juste titre la première star du football coréen. Il fut ainsi le premier joueur de Corée du Sud à être nommé au Ballon d'Or en 2002.

### En clubs
- 2000-2001 : Royal Antwerp FC -  Belgique
- 2001-2004 : RSC Anderlecht -  Belgique
- 2004-2006 : Wolverhampton Wanderers  -  Angleterre
- 2006-2007 : Reading  -  Angleterre
- 2007-Jan.2010 : Fulham -  Angleterre
  - Jan.2009-2009 :  Al Hilal Riyad -  Arabie saoudite (prêt)
- 2010 : Pohang Steelers -  Corée du Sud
- 2011 : Ulsan Hyundai FC -  Corée du Sud
- 2012-2014: Incheon United FC -  Corée du Sud

### En équipe nationale
Il a eu sa première cape le 23 janvier 2000 à l'occasion d'un match contre l'équipe de Nouvelle-Zélande. Il a participé à la Coupe des confédérations en 2001, à la Coupe du Monde 2002 et aux jeux d'Asie en 2004.
Seol a disputé neuf matchs de qualification à la coupe du monde 2006 et participe à la phase finale avec l'équipe de Corée du Sud. 

## Palmarès
- 82 sélections et 19 buts en équipe nationale
- Champion de Belgique en 2004 avec le R.S.C. Anderlecht